# Océanic de Rimouski
Océanic de Rimouski är ett kanadensiskt proffsjuniorishockeylag som spelar i Ligue de hockey junior majeur du Québec (LHJMQ) sedan 1995. De har dock sitt ursprung från 1969 när Castors de Sherbrooke anslöt sig till ligan och spelade där fram till 1982 när de blev Castors de Saint-Jean. 1989 bytte de namn till Lynx de Saint-Jean. Laget spelar sina hemmamatcher i Colisée Financière Sun Life, som har en publikkapacitet på 4 285 vid ishockeyarrangemang, i Rimouski i Québec. Océanic har vunnit både Trophée Jean Rougeau, som delas ut till det lag som vinner grundserien, och Coupe du Président, som delas ut till vinnaren av LHJMQ:s slutspel, tre gånger (1999–2000, 2004–2005, 2014–2015). De vann också 2000 års Memorial Cup, CHL:s slutspel mellan säsongens mästare i LHJMQ, OHL och WHL samt ett värdlag.
Océanic har fostrat spelare som bland andra Éric Bélanger, Jordan Caron, Sébastien Caron, Ryane Clowe, Patrice Cormier, Sidney Crosby, Cédrick Desjardins, Michael Frolík, Frédérik Gauthier, Aaron Johnson, Vincent Lecavalier, Samuel Morin, Liam O'Brien, Drew Paris, Brad Richards och Petr Straka.